# Heliconius maecenas
Heliconius maecenas är en fjärilsart som beskrevs av Gustav Weymer 1893. Heliconius maecenas ingår i släktet Heliconius och familjen praktfjärilar. Inga underarter finns listade i Catalogue of Life.